# Браун, Роберт Хэнбери
Роберт Хэнбери Браун (англ. Robert Hanbury Brown; 31 августа 1916, Аруванкаду, Британская Индия — 16 января 2002, Андовер, Великобритания) — англо-австралийский астроном, физик.

## Биография
Родился в Индии, образование получил в Брайтонском техническом колледже и колледже Сити-энд-Гилдз Лондонского университета. В 1936—1947 годах занимался радиотехническими исследованиями в различных британских военных ведомствах, в 1949—1963 годах работал в Манчестерском университете (с 1960 года — профессор радиоастрономии). С 1964 года — профессор астрономии Сиднейского университета. Член Лондонского королевского общества (1960) и Австралийской АН (1967).
Основные труды в области радиоастрономии. В обсерватории Джодрелл-Бэнк Манчестерского университета провел наблюдения многих источников космического радиоизлучения. Совместно с К. Хэзардом в 1950 году впервые обнаружил радиоизлучение нормальной галактики (M31 в созвездии Андромеды); показал, что полное излучение M31 сравнимо по величине с излучением нашей Галактики, которая относится к тому же типу галактик. Открыл и изучил радиоизлучение других нормальных галактик. Отождествил несколько дискретных источников радиоизлучения с пекулярными галактиками и остатками сверхновых звезд. Совместно с Р. Дженнисоном и М. Дас Гуптой предложил новый интерферометрический метод измерения размеров протяженных радиоисточников и определил угловые размеры некоторых из них (1952). Разработал совместно с Р. К. Твиссом теорию оптического интерферометра интенсивностей для измерения угловых диаметров звёзд. В 1956 году в обсерватории Джодрелл-Бэнк построил интерферометр интенсивности с зеркалами диаметром 154 см, затем в обсерватории Наррабри (Новый Южный Уэльс) — интерферометр интенсивностей с зеркалами диаметром 6,6 м. С помощью первого интерферометра был успешно измерен диаметр Сириуса, с помощью второго измерены диаметры нескольких десятков самых ярких горячих звезд, а также определены их поверхностные температуры и тем самым уточнена шкала температур горячих звезд.
Президент Международного астрономического союза (1982—1985).

### Награды
Премия Хольвека Французского физического общества (1959), медаль Эддингтона Королевского астрономического общества (1968), медаль Хьюза Лондонского королевского общества (1971), медаль Лайла Австралийской АН (1971), Медаль Альберта Майкельсона (1982), лекция Карла Янского (1986).